# حسن خليفة
حسن خليفة لاعب كرة قدم سعودي سابق من  مواليد مدينة جدة غرب السعودية عام 1390هـ. وهو حارس مرمى سابق في نادي الاتحاد السعودي وصل للمنتخب السعودي وله بعض المباريات الدولية.
مثل نادي الاتحاد في عام 1406هـ وحتى عام 1421هـ وحقق الكثير من البطولات وأبرز ما ساهم فيه بطولة كأس الملك عام 1991م بجدة حيث رجح كفة فريقه في النهائي امام النصر بركلات الترجيح.
انضم لجميع المنتخبات السنية، كما اختير للمنتخب الأول في كأس الخليج 11 وفي تصفيات كأس العالم 94م.
بعدما أعلن اعتزاله في 2000م تحول لمجال التدريب، وله تجارب ناجحة مع الاتحاد من خلال مساعدته للمدربين الاجانب أبرزهم ديمتري دافيدوفيتش كما درب نادي الربيع بجدة. ويعمل حالياً كمحلل في القناة الرياضية السعودية وإداري بنادي الإتحاد السعودي

## إسهاماته مع الاتحاد
- بطولة الدوري السعودي ثلاث مرات أعوام 1417هـ و1419هـ و1420هـ
- كأس ولي العهد عامي 1411هـ و1417هـ
- كاس الاتحاد السعودي ثلاث مرات 1406هـ و 1417هـ و 1419هـ
- كأس الخليج عام 1419هـ
- كأس آسيا للأندية 1419هـ